# Polonez op. 44 (Chopin)

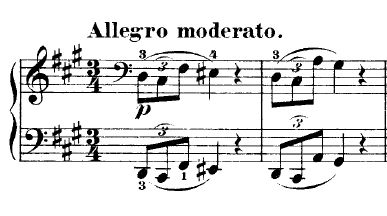
Początek Poloneza

Polonez fis-moll op. 44 – polonez Fryderyka Chopina. 
Skomponowany na fortepian solo w latach 1840–1841, dedykowany a Madame la Princesse Charles de Beauvau née de Komar. Prawdopodobnie ze względu na potęgę utworu względem wcześniejszych polonezów oraz większą muzyczną fakturę kompozytor przekazał dzieło wydawcom jako oddzielne opus. Część środkowa, mazurek, utrzymany jest w tonacji A-dur. Po raz pierwszy Polonez nagrany został w roku 1948 przez Władimira Sofronickiego.

## Polonez w kulturze popularnej
Dzieło zostało wykorzystanie w grze wideo Odyssey: The Legend of Nemesis.